# Свобода, Богуслав
Богуслав Свобода (чеш. Bohuslav Svoboda; род. 8 февраля 1944, Прага, Протекторат Богемии и Моравии, Третий Рейх) — чешский политический деятель и врач-гинеколог. 
В период с 1990 по 2011 год был руководителем акушерско-гинекологической клиники третьего медицинского факультета Карлова Университета при больнице Краловске Винограды в Праге, в 2003—2010 был деканом третьего медицинского факультета Карлова Университета, а также заместителем декана (1990—1997 и 2010—2011). Был вторым президентом Чешской докторской палаты (1992—1998). 
В период с ноября 2010 по 23 мая 2013 года был приматором Праги. После ухода с этого поста в 2013 продолжил врачебную практику. В период с 2016 по 2023 год был руководителем акушерско-гинекологической клиники третьего медицинского факультета Карлова Университета при Центральном военном госпитале в Праге. 
16 февраля 2023 года снова избран на должность приматора Праги.

## Биография
В 1967 окончил Факультет медицины и гигиены Карлова университета (LFH UK) (после Бархатной революции был преобразован в третий медицинский факультет Карлова Университета), после чего работал в больнице в Пршибраме, откуда через два года перешёл в акушерско-гинекологическую клинику больницы Краловске Винограды и третий факультет КУ. На этом месте он пробыл в разных должностях до Бархатной революции 1989, когда в ходе свободных выборов победил в конкурсе на должность заведующего клиникой, в должности пробыл в период с 1990 по 2011 год. В 1990 получил звание доцента в области гинекологии и акушерства.
В 1986—1987 проходил обучение в Instituto Nazionale per lo Studio e la Cura dei Tumori в Милане.
В 1990—1996 выполнял функции замдекана третьего медицинского факультета КУ, в 1996 избирался на должность декана, но проиграл выборы. Деканом стал в 2003, и оставался на второй срок с 2006 по 2010. С 2010 является замдеканом факультета.
В 1992—1998 был первым президентом Чешской врачебной палаты.
Также выполнял функции заместителя директора больнице Краловске Винограды, в 2003—2004 был также председателем ассоциации деканов медицинских факультетов. С 2007 является членом совета Чешского медицинского общества и председателем Национального совета медицинских стандартов.

## Политическая карьера
В 1998 безуспешно избирался в Сенат от Либерца как беспартийный кандидат от коалиции четырёх правых партий.
В сентябре 2010 вступил в ГДП в Праге. В выборах в совет представителей Праги ГДП выставила Свободу как лидера и кандидата в приматоры (мэры). 30 ноября 2010 советом представителей был выбран приматором от право-левой коалиции ГДП и ЧСДП, придя на смену Павлу Бему.